# Świeradów-Zdrój
Świeradów-Zdrój (česky Lázně Svěradov, dříve jen Świeradów, po druhé světové válce krátce též Wieniec, německy Bad Flinsberg) je lázeňské město na jihu Polska v Dolnoslezském vojvodství poblíž hranic s Českem (u Frýdlantského výběžku). Ve městě žije přibližně 4 100 obyvatel.

## Historie
První písemná zmínka o obci je z roku 1337, kdy je zmiňován název hospody Fegebeutel, po níž je pojmenovaná místní osada pastýřů a dřevorubců nacházející se v horní části údolí řeky Kwisy. Pojmenování Flinsberg se však datuje až od roku 1524.

### Léčivé prameny
Zdejší léčivé prameny se dostaly do povědomí v 16. století. Roku 1572 o jejich výjimečných vlastnostech píše berlínský lékař Leonard Thurneysser. Zmiňovány byly i ve slezské kronice Bedřicha Lucy z roku 1683. Po dalším přibližně půl století (roku 1739) nechali tehdejší majitelé, rodina Schaffgotschů, specializovanou komisí odborně prozkoumat a popsat zdejší léčivé prameny. Z jejího zjištění vyplynulo, že prameny „zlepšují chuť k jídlu, zastavují nevolnost, zmírňují úzkostní stavy a nemoci žaludku či jater“, čímž potvrdila účinnost pramenů při léčení zdravotních neduhů. Následně byl roku 1768 postaven zdejší první lázeňský dům.
V roce 1895 postihla obec nešťastná událost, kdy došlo k tragickému požáru, který zničil lázeňskou výstavbu. Popelem tehdy lehl Zřídelní dům. Po čtyřech letech od této události (roku 1899) byl však otevřen nový Lázeňský dům s 80 m dlouhou kolonádou a umělou jeskyní. Svého vrcholu dosáhl rozvoj lázní ve dvacátých letech 20. století. Na počátku 30. let téhož století navíc poslední německý starosta města – Paul Schmidt – náhodně odhalil radioaktivní vlastnosti zdejších léčivých vod.

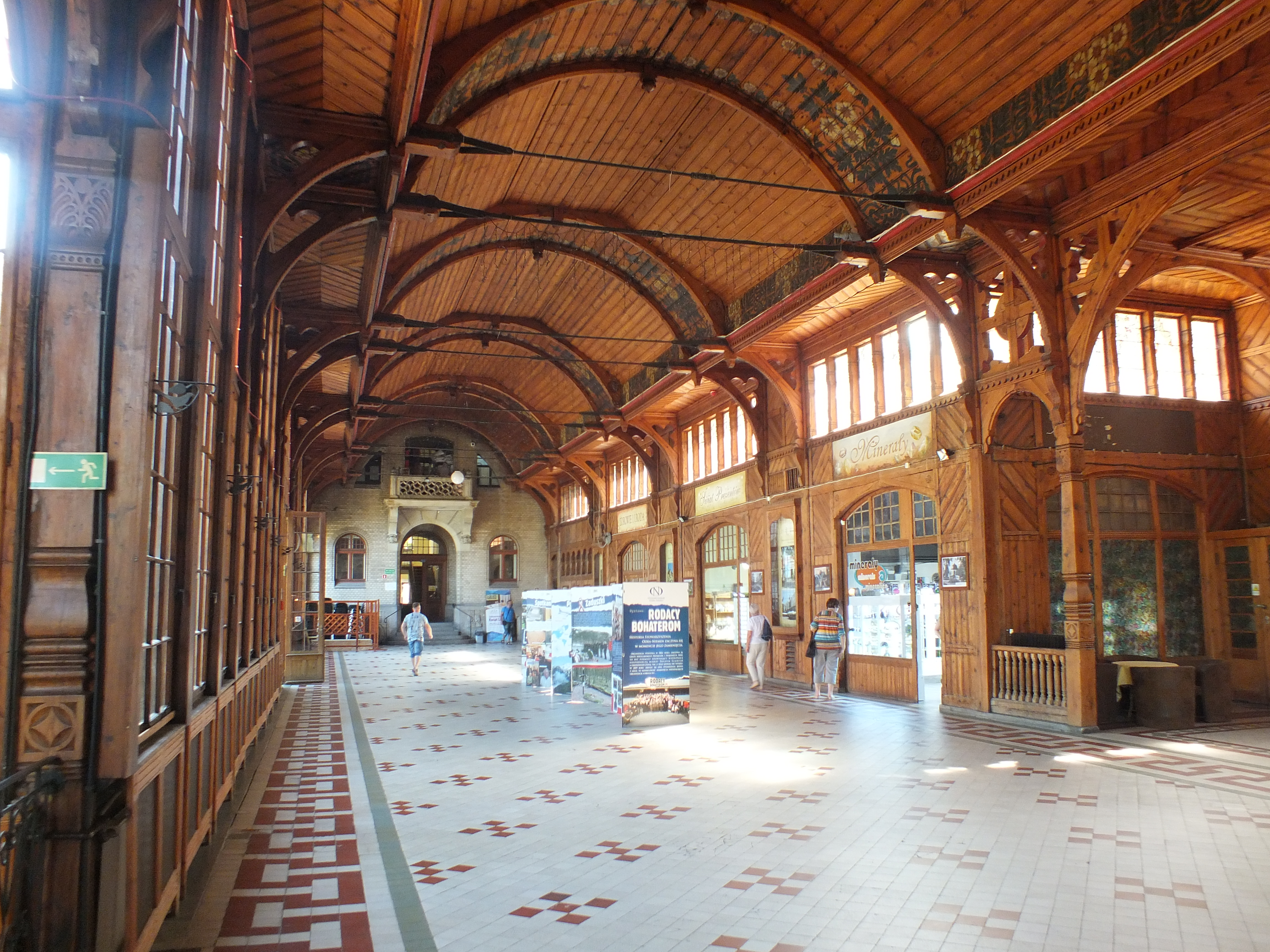
Lázeňský pavilon

### Po druhé světové válce
Po ukončení druhé světové války se obec přejmenovala na Wieniec, ovšem po roce se vrátila k svému původnímu názvu Świeradów, který byl rozšířen o dovětek Zdrój (česky „lázně“). Vlastní lázně obnovily svou činnost 26. května 1946. Roku 1973 došlo ke sloučení sousední lázeňské obce Czerniawa Zdrój do Świeradówy-Zdróje.

## Doprava

### Železniční doprava
Dne 31. října 1909 byla do města postavena železniční trať, což významně pomohlo rozvoji zdejších lázní. Trať však byla v roce 2000 zrušena.

### Silniční doprava
Silnicemi je město spojené se Szklarskou Porębou, Mirskem a přes hraniční přechod do České republiky také s Novým Městem pod Smrkem.

### Lanová doprava

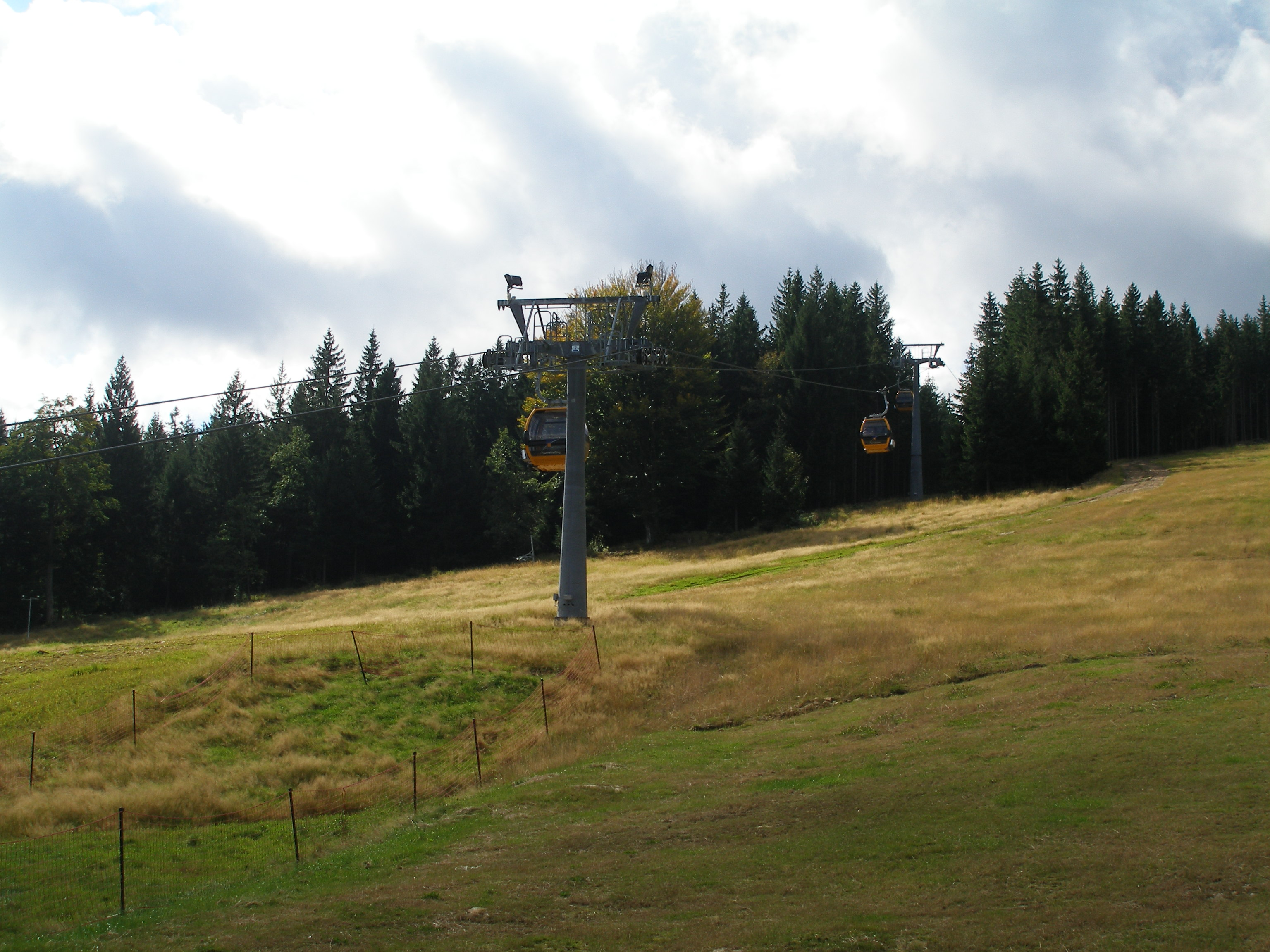
Lanovka na Stóg Izerski

Od zimy roku 2008 je v provozu lanovka na Stóg Izerski.

## Kultura
V roce 1979 se konal první ročník slavnosti „Dny kvetoucích rododendronů”. Roku 1993 navíc Jurgen Gerard Blum-Kwiatkowski otevřel zdejší Muzeum reduktivního umění.

## Pamětihodnost
Významnou stavbou je kostel svatého Josefa. Byl postaven roku 1899 jako soukromý katolický kostel tehdejších majitelů obce – rodiny Schaffgotschů – pro rodinu a jejich služebnictvo. Kostel je trojlodní s mnohohranou apsidou, je postaven v novogotickém stylu a na jeho severovýchodní straně jsou postaveny dvě věže s hodinami a zvony. Okna jsou vyzdobena vitrážemi, které zobrazují:
- Srdce Ježíše Krista
- Matku Boží
- svatou Hedviku
- svatého Jana Nepomuckého

Kostel je vyzdoben též křížovou cestou namalovanou na měděných deskách.
Z důvodu stoupajícího počtu věřících přestal kostel kapacitně vyhovovat. Proto k němu byla v sedmdesátých letech 20. století dostavěna moderní část.

### Galerie

Kostel svatého Josefa
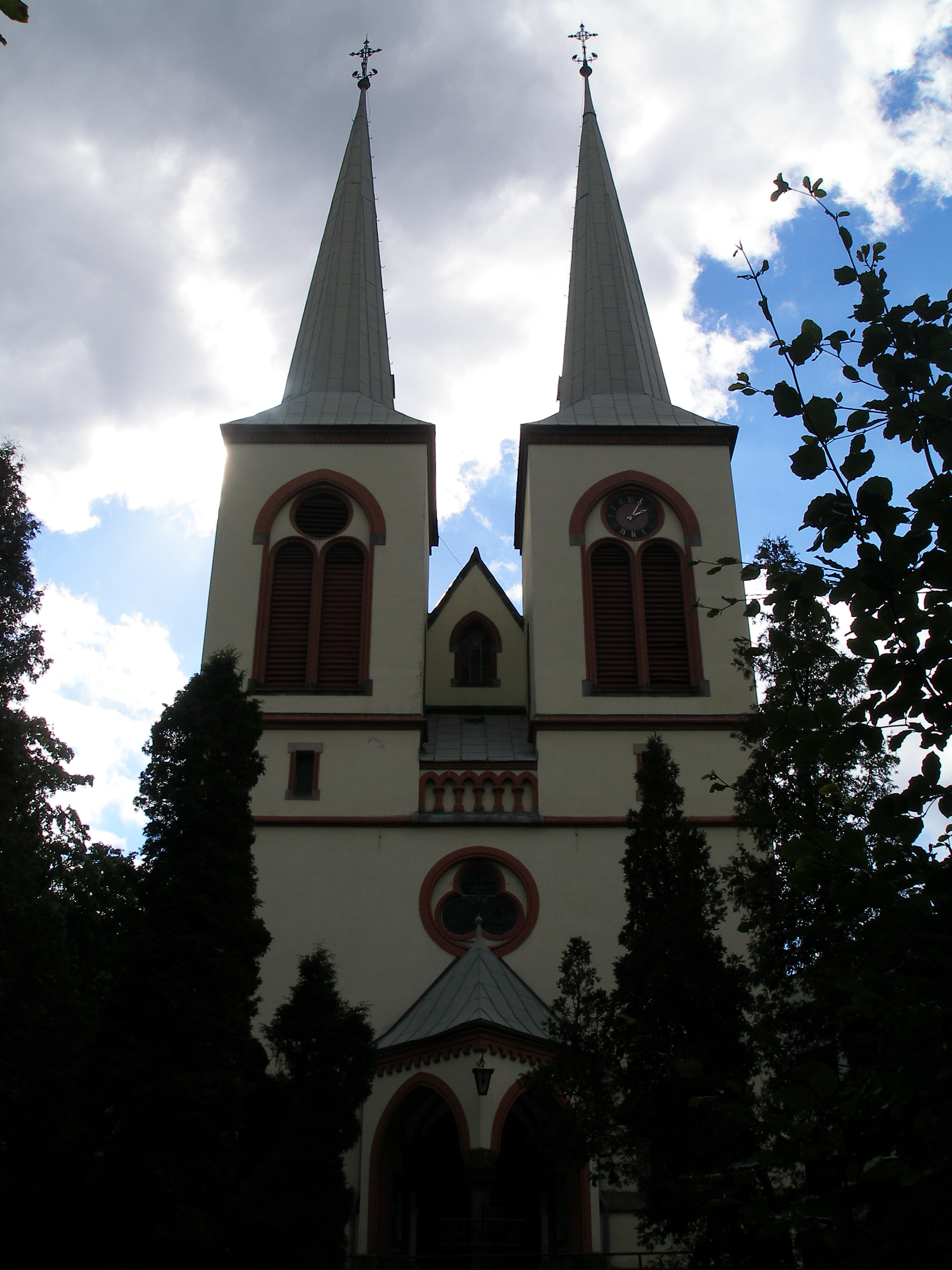
Věže kostela
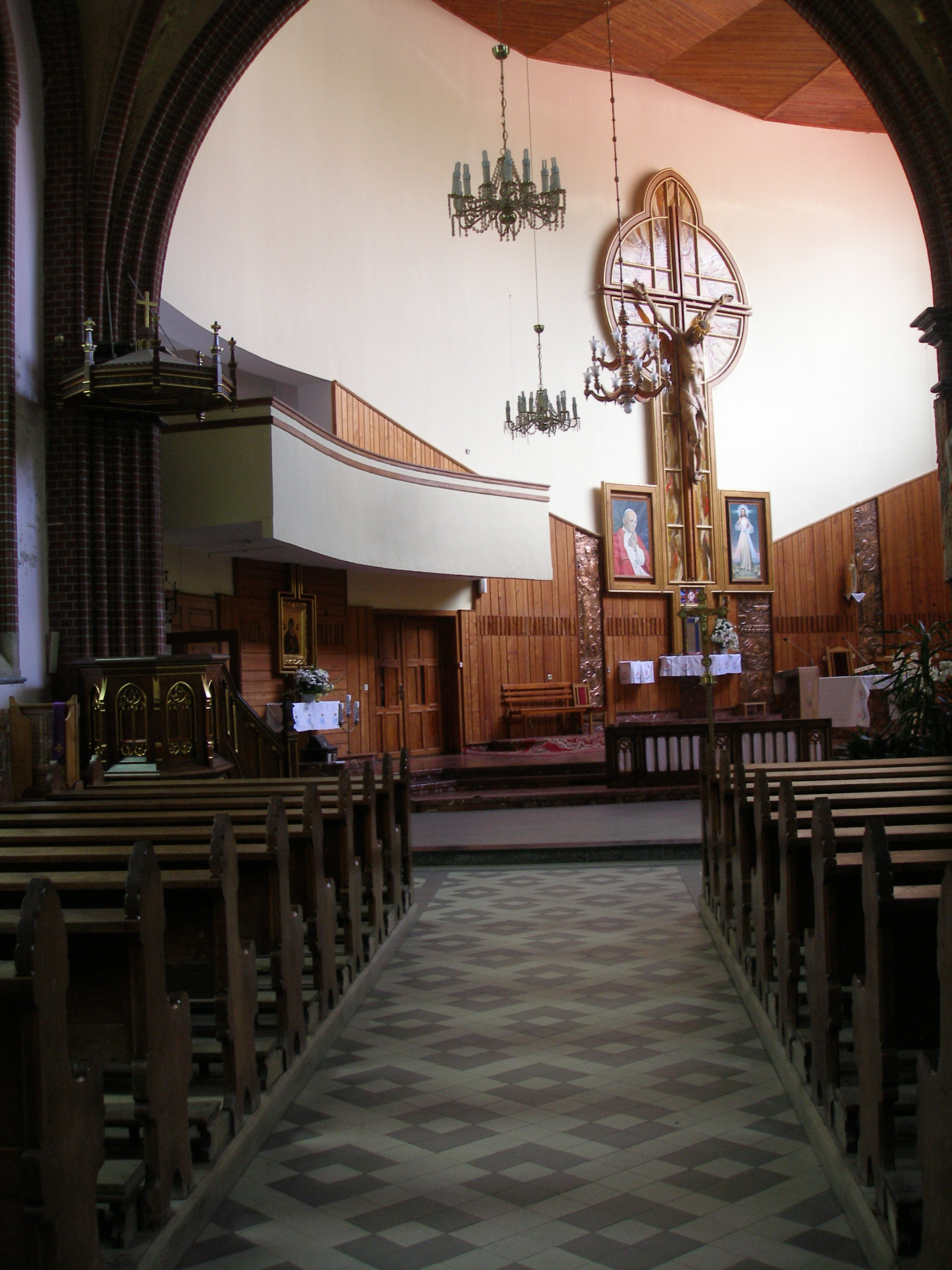
Interiér kostela
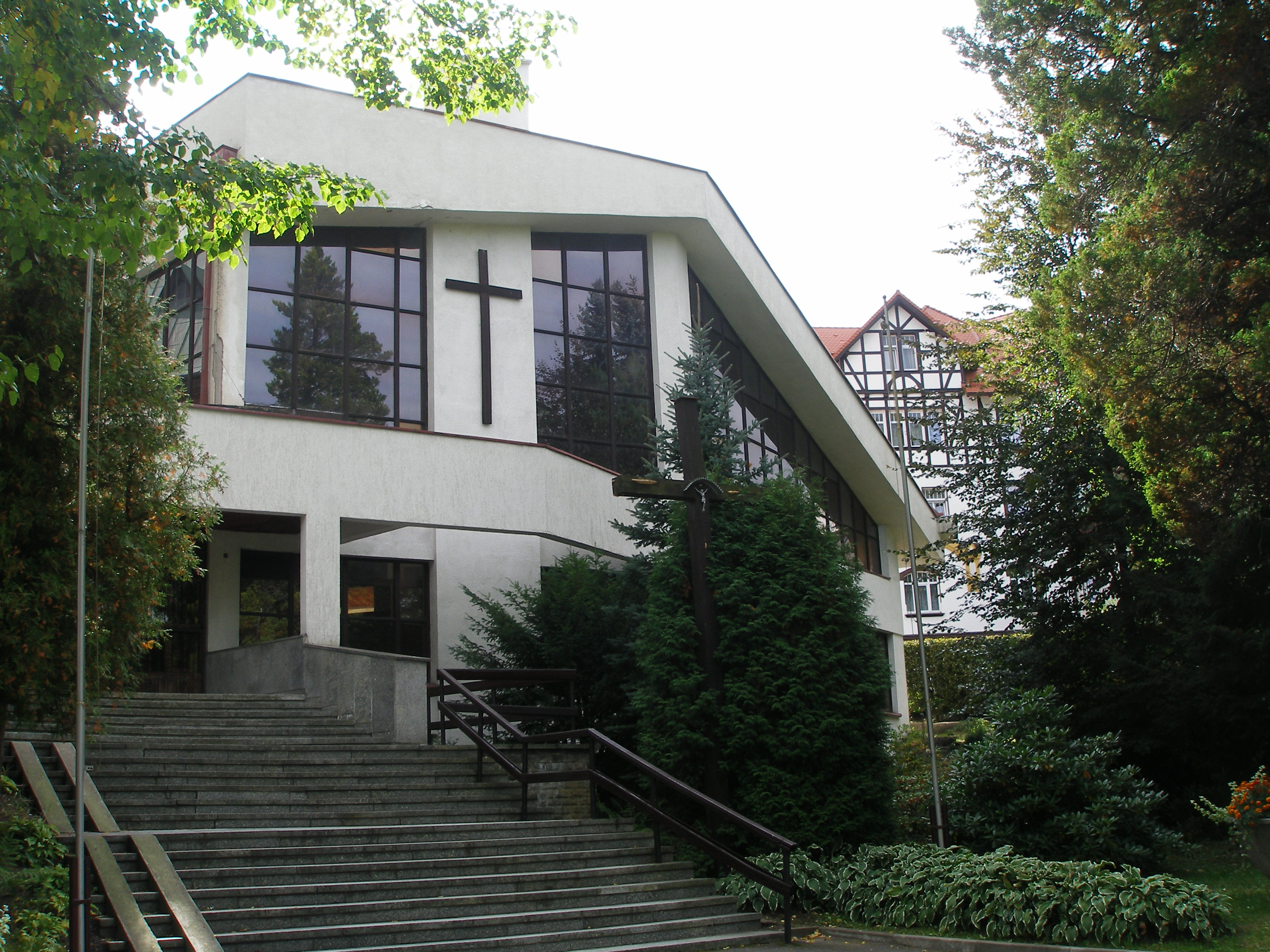
Přistavěná moderní část

## Partnerská města
- Bílý Potok, Česko
- Jilemnice, Česko
- Jindřichovice pod Smrkem, Česko
- Lázně Libverda, Česko
- Mirsk, Polsko
- Nové Město pod Smrkem, Česko
- Odder, Dánsko
- Seifhennersdorf, Německo